# 李嘉宁
李嘉宁（英语：Ning Li；1990年9月16日—），是一名中国内地流行乐歌手、音乐制作人。
2017年10月12日，李嘉宁新专辑首波主打单曲《红尘静默》在全球正式发行。

## 演艺生涯
中学时李嘉宁开始尝试音乐创作，2009年他考入了山东大学音乐系电子音乐设计与制作专业开始学习音乐制作，2010年获得了山东大学(威海)校园十大歌手大赛冠军，并在2013年在山东大学举办了第一场个人演唱会。2017年10月12日，发行单曲《红尘静默》。

## 音乐作品
| ＃ | 发行时间       | 名称         | 类别 | 制作公司 | 发行公司    | 备注                                              |
| -- | -------------- | ------------ | ---- | -------- | ----------- | ------------------------------------------------- |
| 1  | 2014年1月27日  | 创世纪       | 单曲 | 独立     | 独立        |                                                   |
| 2  | 2015年5月26日  | 你的眼角     | 单曲 | 独立     | 独立        |                                                   |
| 3  | 2017年5月1日   | 烟火祭       | 单曲 | 独立     | 独立        |                                                   |
| 4  | 2017年5月20日  | 麻浦大桥     | 单曲 | 独立     | 独立        |                                                   |
| 5  | 2017年6月15日  | 荆棘         | 单曲 | 独立     | 独立        |                                                   |
| 6  | 2017年10月12日 | 红尘静默     | 单曲 | 独立     | StreetVoice |                                                   |
| 7  | 2019年2月1日   | 那年夏天的歌 | EP   | 独立     | StreetVoice | 曲目: 1.那年夏天的歌 2.念 3.念(Music Box Version) |

音乐作品资料参考来源：

## 人物评价
雅虎奇摩聲稱，李嘉宁一手包办所有音乐作品的作曲、作词、编曲、製作、乐器演奏、和声编写、混音，更能以温柔嗓音及纯熟演唱功力，从容地驾驭多种风格的歌曲，可说是全能的音乐创作才子。